# Martin Bauer (Autor)
Martin Bauer (* 11. November 1975 in Erding) ist ein deutscher Musikkabarettist, Autor und Produzent.

## Leben
Martin Bauer stammt aus einer Musikerfamilie in Erding; er ist der Bruder des Perkussionisten Rudi Bauer, der Bruder des Kontrabassisten Stephan Bauer (Niederbayerische Philharmonie), der Onkel des Jazz-Pianisten und Komponisten Andreas Begert, sowie der Onkel des Dirigenten Markus Bauer.
Bauer schloss 1997 eine Ausbildung zum Toningenieur am SAE Institute in München ab und studierte bis 2002 Medientechnik in Mittweida, wo er als Dipl.-Ing. (FH) abschloss. Während dieser Zeit startete er seine ersten journalistischen Gehversuche als Reporter und Moderator beim studentischen Radiosender Radio Novum (heute: 99drei Radio Mittweida) und als TV-Moderator im Jugendformat „Propeller“ der Hochschule Mittweida.
Danach kehrte Bauer nach Bayern zurück und nahm ein Volontariat beim Radiosender Antenne Bayern an, wo er von 2001 bis 2003 auch als Nachrichtensprecher, Börsenberichterstatter und Reporter zu hören war. Nach einem kurzen Aufenthalt im Jahr 2004 als Produzent bei MDR Jump in Halle ging Bauer 2004 als Produzent und Autor zum Radiosender Bayern3. Von 2004 bis 2007 absolvierte Bauer neben der beruflichen Tätigkeit ein Aufbaustudium im Studiengang „Information and Communication-Science“ an der University of Applied Science Mittweida, das er als Master of Arts abschloss. Seine Masterarbeit Vom „Ipod zum Iradio – Podcasting als Vorbote des individualisierten Hörfunks“ gilt in der Podcast-Szene als Standardwerk.
Von 2007 bis 2015 produzierte Bauer in Eigenregie einen Podcast und Video-Blog für das 10-tägige Kulturfestival „Sinnflut“ in Erding. Im Frühjahr 2009 produzierte er zusammen mit dem Autor Nicolas Wachter das Hörspiel Walpurgisnacht, das im Oktober 2009 im Eigenvertrieb erschienen ist. Im Herbst 2007 spendete Bauer seinem Bruder eine Niere. Seit dieser Zeit betreibt er auch eine Internetseite zum Thema Lebendnierenspende. Seit 2002 ist Bauer Lehrbeauftragter im Fach Hörfunkproduktionslehre an der Hochschule Mittweida. Seit Herbst 2008 ist er Workshop-Dozent für den Studiengang Musikjournalismus an der Hochschule für Musik und Theater München, er unterrichtet zudem am Institut zur Förderung publizistischen Nachwuchses e. V. in München im Gebiet „Online-Video“. Seit 2019 ist Bauer als Produzent beim Hörfunksender Bayern 1 tätig.

## Kabarett & Comedy
Seit 1999 arbeitet Bauer als Comedy-Autor, Sprecher und Produzent für diverse Radiostationen. Von 2006 bis 2008 war er für die Comedy-Serie „Bayern für Anfänger“ für den Radiosender Bayern 3 verantwortlich. 2008 produzierte er die Comedy-Serie „Wiki-Peter“ ebenfalls auf Bayern 3. In dieser Serie war er auch als Sprecher tätig. Von 2006 bis 2007 erschien sein wöchentlicher, satirischer Podcast „Ein Leben in Erding“, der 2007 in Köln mit dem Deutschen Podcast Award ausgezeichnet wurde. Von 2010 bis 2011 produzierte er zusammen mit dem Chemnitzer Journalisten und Autoren Christoph Stelzner den satirischen Podcast „Talk in der Taverne“. Dieser wurde auch bei den Radiostationen Detektor.fm und Joke FM ausgestrahlt.

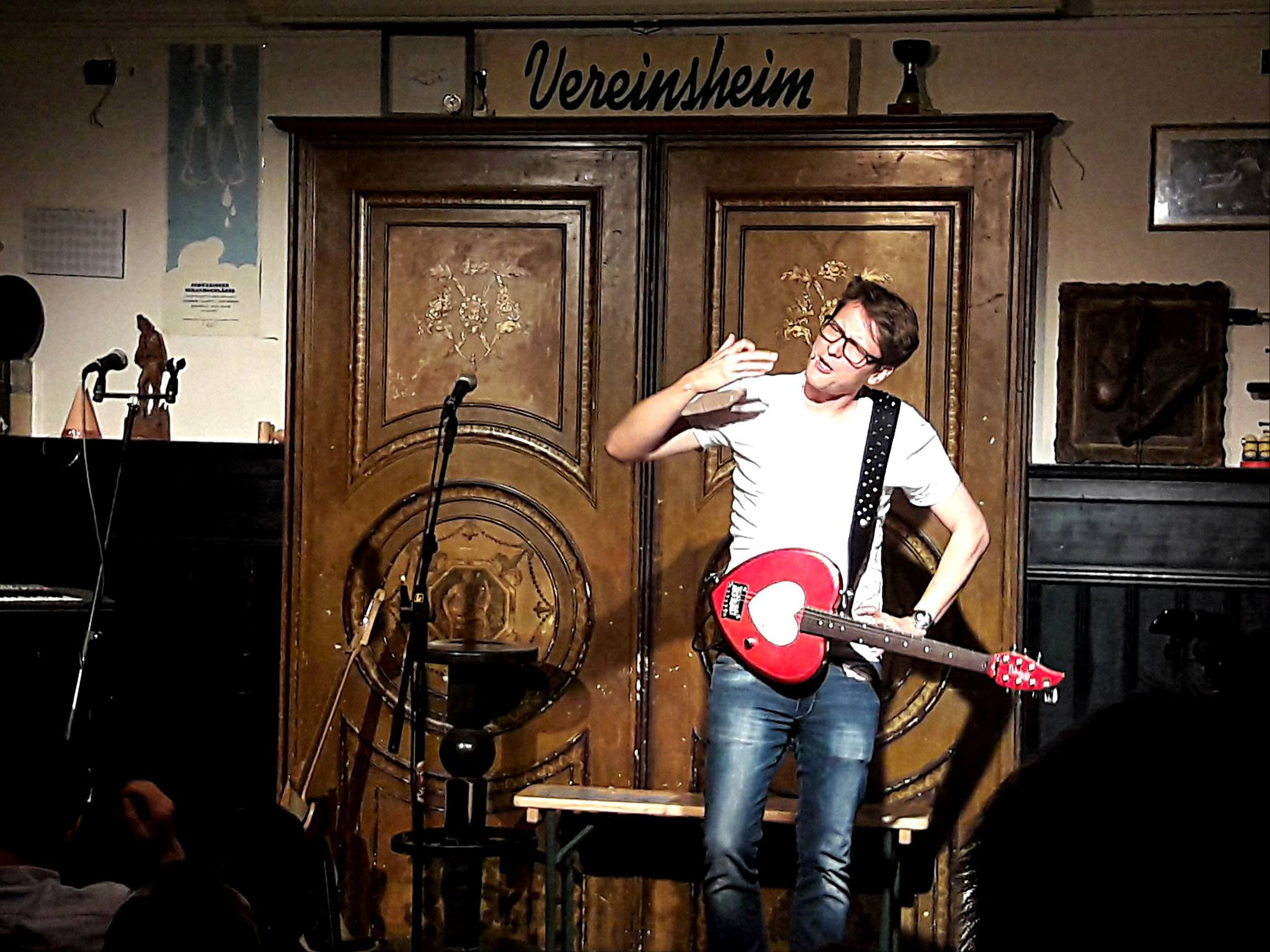
Bewie Bauer (2017)

2012 standen Stelzner & Bauer das erste Mal mit dem Kabarett-Format „Talk in der Taverne“ und ihrem ersten Satire-Programm „Oralakrobatik mit Happy Ending“ auf diversen Kleinkunstbühnen, welches für zahlreiche Kabarettpreise nominiert wurde. Ihr zweites Comedy-Programm „Sächsmaschine & Süßer Senf – die Sächsisch-Bayerische Satireshow“ feierte 2015 Premiere.

### Bewie Bauer
Seit 2017 ist Bauer auch unter dem Künstlernamen Bewie Bauer als Musik-Kabarettist und Comedian aktiv. 2019 spielte er sein erstes abendfüllendes Solo-Programm „Ein Teenager wird 45 - Jetzt werd's g'wampert“. 2020 erreichte er mit seinem Lied „Wer am lautesten plärrt werd g'hört!“ das Halbfinale des ORF-Radio-FM4-Protestsongcontests. Seit Dezember 2021 ist er regelmäßig als Karl Lauterbach-Parodist in der Fernsehsendung „Grünwald Freitagscomedy“ des Bayerischen Rundfunks zu sehen.

## Diskografie
- KABAROCK! Live, Album, 2019
- KABAROCK! Mini-EP, 2020[14]

## Fernsehen
- MDR Sachsenspiegel, 2014
- Propeller TV[15], 1998–1999

## Hörfunk
- Bayern 3[16]
- Antenne Bayern
- Bayern 1
- MDR Jump[17]
- Radio Mittweida[18]

## Bücher
- Lassen Sie mich durch, Ich bin E-Gitarrist. E-Gitarren Geschichten von A bis Z. BoD Books On Demand, München 2022, ISBN 9783756856176[19]

## Podcasts
- Ein Leben in Erding, 2006 bis 2008, 45 Episoden, 2007 ausgezeichnet mit dem Deutschen Podcast Award[20]
- Host mi Hipster!, 2017, 19 Episoden[21]
- Bewie Bauer liest Karl Valentin, seit 2021[22]

## Auszeichnungen
- 2007: Deutscher Podcast Award, Kategorie KULTUR:vergnügen[20]
- 2014: Kabarettpreis Rostocker Koggenzieher, Nominierung mit „Stelzner & Bauer“[23]
- 2014: Kabarettpreis St. Prosper Kabarettpreis, Nominierung mit „Stelzner & Bauer“[24]
- 2014: Kabarettpreis Dresdner Satirepreis, Nominierung mit „Stelzner & Bauer“[25]